# Vörd
 (mars 2023).
Si vous disposez d'ouvrages ou d'articles de référence ou si vous connaissez des sites web de qualité traitant du thème abordé ici, merci de compléter l'article en donnant les références utiles à sa vérifiabilité et en les liant à la section « Notes et références ».
Dans la mythologie nordique, Várðr (Vörðr) est le corps éthérique, un des cinq corps qui constituent l'homme. Comme les autres corps immatériels, il est lié au Æsir. Le várðr est la force, l'énergie qui nous maintient en vie. Tout, des plantes aux humains, possède un várðr. Sans cette force nous mourons et devenons des cadavres. Pour permettre au corps éthérique d'évoluer, nous avons besoin de chaleur, de sécurité, de joie et d'amour, mais aussi du froid, de la douleur, de la peur et des émotions négatives. Ces croyances sont aujourd'hui vues dans l'Ásatrú, l'Odinisme et l'odalisme. Cependant son nom peut différer d'une famille à une autre en fonction de leurs cultures.